# Castel Freudenstein
Castel Freudenstein o Castel Lodron (in tedesco Schloss Freudenstein) è un castello medievale ad Appiano sulla Strada del Vino (BZ). Sorge su un terrazzamento collinare che sovrasta la frazione di San Michele (St. Michael in Eppan).

## Storia
Le prime documentazioni risalgono al 1379, ma la costruzione dev'essere di molto precedente ed è probabilmente riconducibile ai conti d'Appiano che eressero il primo castello ancora nel XII secolo come si evince anche dalla struttura poligonale dell'insieme architetonico, tipico di una struttura dinastica.
Nel XV secolo il castello passò ai Fuchs von Fuchsberg. Nel XVI secolo Jakob Fuchs lo fece restaurare e ivi costruire (1519) la cappella dedicata a Sant'Anna che si trova fuori dall'ingresso. Alla morte di Jakob la famiglia si estinse e il castello passò di mano in mano, venendo raramente abitato.
I nobili trentini de' Bellini lo acquistarono all'asta nel 1716 e da questi passò ad un parente acquisito, Antonio Fortunato di Lodron, da cui al castello Ettore Tolomei ha voluto dare il nome italiano di Castel Lodron, mai entrato nel uso comune.
Gli ultimi lavori che hanno cambiato aspetto al castello sono quelli avvenuti tra il 1860 e il 1897, quando era di proprietà dell'archeologo Heinrich von Siebold.
Nel 1918 fu acquistato da un capitano ungherese, Mikuleczky, i cui eredi lo vendettero.
Caratteristiche del castello sono le due torri, una con merlatura guelfa, l'altra ghibellina. Altro aspetto piuttosto celebre è la conservazione di una sala adibita a "sala da bere", riconoscibile dal "vomitorio", con le iscrizioni degli antichi convitati.